# Andy Ngo
Andy Cuong Ngo est un journaliste conservateur américain,,.  Rédacteur en chef du site web canadien The Post Millennial, il est l'invité régulier de Fox News et a publié des articles dans des médias tels que The Spectator et The Wall Street Journal.
La couverture médiatique sur les mouvements antifa et les musulmans par Ngo est controversée, et l'exactitude et la crédibilité de ses articles ont été contestées par d'autres journalistes. Il est fréquemment accusé de propager des fausses informations,,. Il est décrit comme un provocateur, et accusé d'avoir des liens avec des groupes militants de droite et d'extrême droite à Portland,,.

## Publications
- Démasqués : Infiltré au cœur du programme antifa de destruction de la démocratie [« Unmasked: Inside Antifa's Radical Plan to Destroy Democracy »]  (trad. de l'anglais par Anne-Sophie Nogaret), Paris, éd. Ring, 2021, 317 p. (ISBN 978-2-9023-2416-3, BNF 46903439)